# Jeongjong (Goryeo 945–949)
König Jeongjong (koreanisch 정종) (* 923 in Songak, Königreich Goryeo; † 13. April 949 in Songak, Goryeo) war während seiner Regierungszeit von 945 bis 949 der 3. König des Goryeo-Reiches und der Goryeo-Dynastie (고려왕조) (918–1392).

## Leben
Jeongjong war der drittgeborene Sohn von König Taejo (태조) und seiner dritten Frau Königin Sinmyeong-Sunseong (신명순성). Sein Geburtsname war Wang Yo (왕요).
Während sein Halbbruder Hyejong nach dem Tod ihres Vaters König Taejo den Thron bestieg, gab es das Gerücht, dass Jeongjong ihm den Thron streitig machen wollte. Doch Hyejong begegnete Jeongjong daraufhin mit zunehmender Freundlichkeit. Als Hyejong 945 verstarb, folgte Jeongjong ihm auf dem Thron und schlug die Rebellion von Wang Gyu (왕규), einem Angeheirateten der Königsfamilie, nieder, der zuvor versucht hatte, seinen Halbbruder töten zu lassen.
Im Jahr 946 versuchte König Jeongjong mit 70.000 Einheiten Getreide, die er spendete, den Buddhismus im Lande zu stärken und zu fördern und um die fragile Macht des Königshauses zu stärken, versuchte er die Hauptstadt des Reiches von Songak (송악) nach Pjöngjang (평양) zu verlegen. Seine Überlegung dabei war, sich dem Machtzentrum derjenigen zu entziehen, die seinerzeit bei der Gründung des Reiches mitgewirkt haben und gestärkt worden sind. Doch das Vorhaben konnte er nicht mehr realisieren, da er 949 nach nur vier Jahren Amtszeit verstarb.